# Karl III. Philipp (Pfalz)

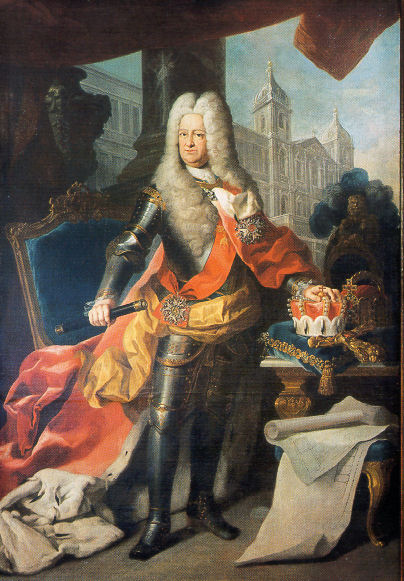
Karl III. Philipp von der Pfalz im Harnisch, J. Ph. van der Schlichten, um 1733, Reiss-Engelhorn-Museen, Mannheim

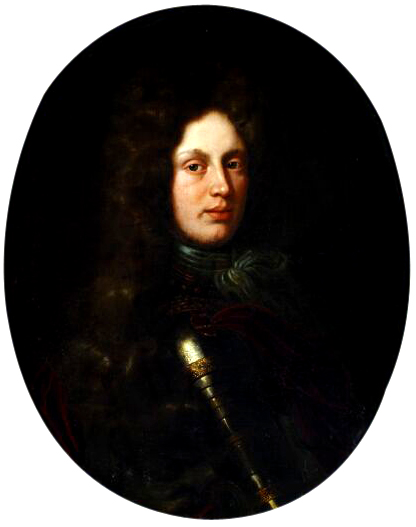
Karl Philipp im jungen Alter, Gemälde vermutlich nach Pieter van der Werff.

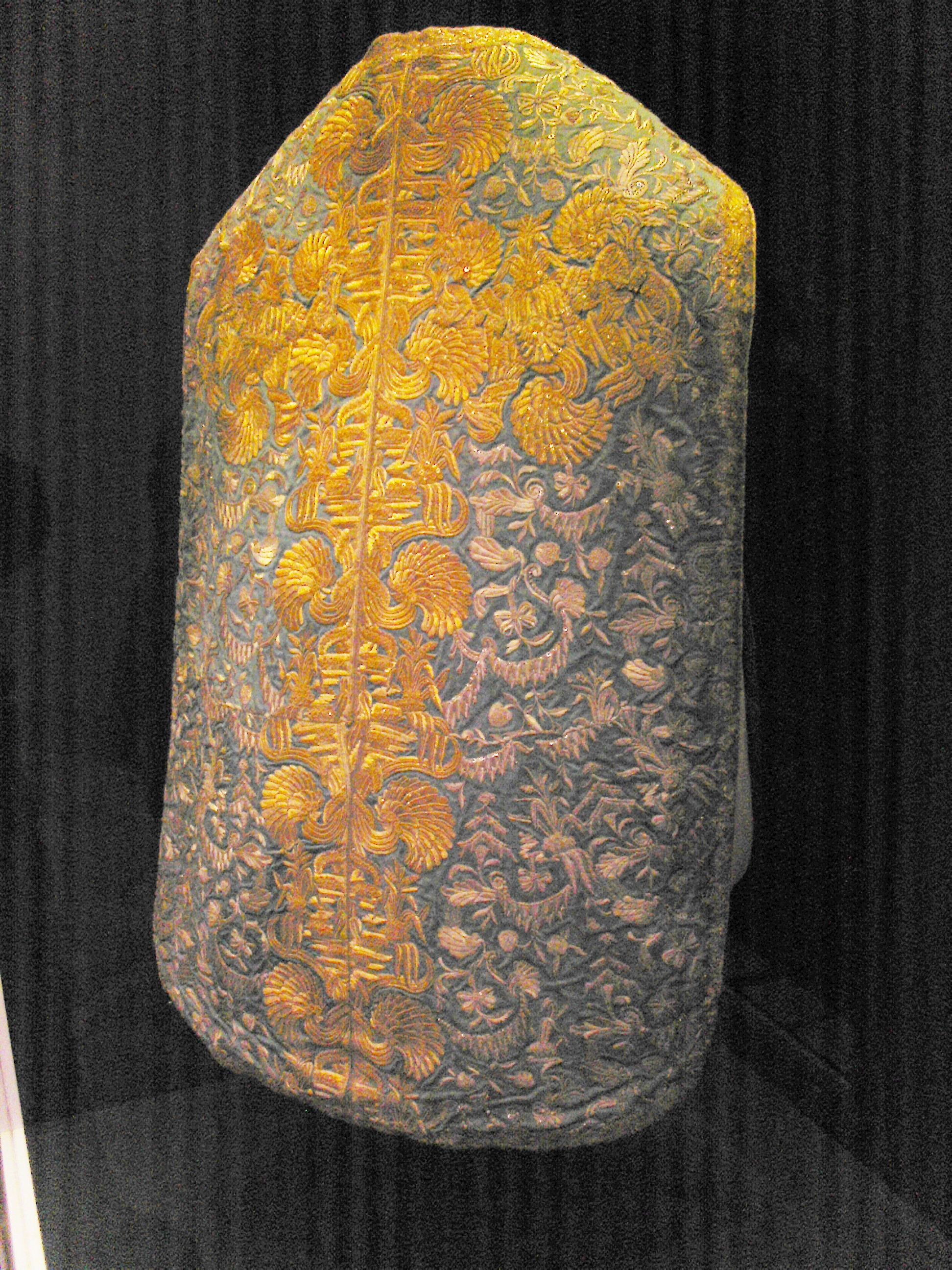
Barocke Kasel, gefertigt aus einem gestifteten, weltlichen Prunkgewand des Kurfürsten Karl Philipp; Reiss-Engelhorn-Museen Mannheim. Die zum Kreuz zusammengefügten Goldborten waren ursprünglich die gegenüberliegenden Knopf- bzw. Knopflochleisten am kurfürstlichen Rock.

Karl III. Philipp von der Pfalz, auch Carl Philipp, (* 4. November 1661 in Neuburg an der Donau; † 31. Dezember 1742 in Mannheim) war zunächst 1705 bis 1717 Gubernator der Habsburger in deren ober- und vorderösterreichischen Landen und dann von 1716 bis 1742 regierender Pfalzgraf und Kurfürst von der Pfalz sowie Herzog von Jülich und Berg sowie von Pfalz-Neuburg. Er verlegte die Residenz nach Mannheim. Durch wechselseitige Erb- und Unionsverträge mit den anderen Regenten der Wittelsbacher gelang es Karl Philipp, das Gesamthaus zu stärken. Mit ihm starb die Jüngere Linie Pfalz-Neuburg im Mannesstamm aus, durch eine seiner Enkelinnen stammen jedoch die Könige von Bayern von ihm ab.

## Leben

### Frühe Jahre
Karl Philipp war das siebte von 17 Kindern seiner Eltern Philipp Wilhelm von Pfalz-Neuburg und Elisabeth Amalia Magdalena von Hessen-Darmstadt. Karl Philipp gehörte damit einer Pfälzer Linie des Hauses Wittelsbach an. Die letzten Habsburger Kaiser Joseph I. und Karl VI. waren als Söhne seiner Schwester Eleonore Magdalene von Pfalz-Neuburg seine Neffen. Zudem war er ein Schwager der Könige von Spanien und von Portugal.
Als jüngerer Bruder war er eigentlich zum geistlichen Stand bestimmt. Ohne geistliche Weihen wurde er bereits mit 14 Jahren Domherr in Köln, 1677 in Salzburg, 1679 in Mainz sowie im gleichen Jahr Malteserritter. Er erhielt jedoch zudem eine militärische Ausbildung. 1684 beendete er seine geistliche Karriere und trat in den kaiserlichen Dienst.
Er nahm von 1691 bis 1694 an den Türkenkriegen teil und brachte es bis zum Generalfeldmarschall. 1694 wurde er als Ritter in den Orden vom Goldenen Vlies aufgenommen.
1705 wurde er durch seinen Neffen Joseph I. zum Gubernator der ober- und vorderösterreichischen Lande in Innsbruck ernannt, nachdem seit dem Tode Karls von Lothringen 1690 das Amt vakant gewesen war. Karl Philipp entfaltete in der Folge in Innsbruck eine reiche organisatorische Tätigkeit zur Stärkung der Landesverteidigung während des Spanischen Erbfolgekrieges. Nach dem Ende seiner Tätigkeit gingen die Geschäfte dann auf die Landesadministration über.

### Kurfürst von der Pfalz
Nach dem Tode seines älteren Bruders Johann Wilhelm im Juni 1716 trat er dessen Nachfolge als Kurfürst der Pfalz und Herzog von Pfalz-Neuburg sowie von Jülich und Berg an, blieb jedoch noch bis 1717 in Innsbruck. Er ließ sich dann 1718 in Heidelberg nieder, nachdem er zuvor für ein Jahr in Neuburg an der Donau residiert hatte. Düsseldorf, die Residenz seines Vorgängers, verschmähte er, weil die dortigen Landstände von ihm geforderte Gelder nicht bewilligen mochten. Da sein Erbe hoch verschuldet war, leitete Karl Philipp zu Beginn seiner Regierung Sparmaßnahmen des Hofes ein. Bei Übernahme der Herrschaft sah sich der neue Kurfürst mit zahlreichen politischen Konflikten konfrontiert, die er im Laufe der Zeit, wenn auch unter Opfern, lösen konnte.

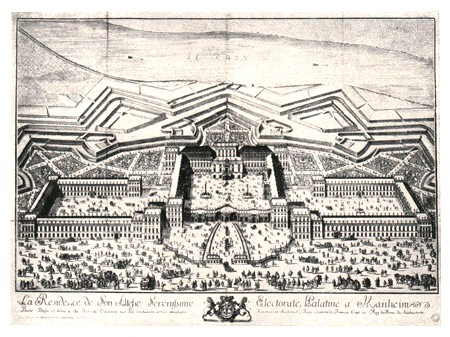
Mannheimer Schloss um 1725

Der Streit zwischen der Kurpfalz und dem neuen Kurfürstentum Hannover unter dem auf den britischen Thron gefolgten Georg I. über den Ehrentitel des Erzschatzmeisters blockierte zwischen 1717 und 1719 den Reichstag. Die endgültige vertragliche Einigung erfolgte dann erst 1741.
Der durch seinen katholischen Glauben geprägte Kurfürst geriet zudem in Konflikt mit dem reformierten Kirchenrat, den er im Sinne des Absolutismus zu einer unter der kurpfälzischen Regierung stehenden Behörde machen wollte. So versuchte er auch, den Heidelberger Katechismus zu verbieten und die Heidelberger Heiliggeistkirche als katholisches Gotteshaus und Wittelsbacher Begräbniskirche einzuziehen, indem er das existierende Simultaneum durch Einreißen der Trennmauer aufhob. Nachdem er auf Druck protestantischer Staaten und des Kaisers nachgeben und den Protestanten das Kirchenschiff zurückgeben musste, verlegte er kurzerhand 1720 die Residenz der Kurpfalz von Heidelberg nach Mannheim.
Noch im gleichen Jahr wurde der Grundstein für das Mannheimer Schloss gelegt und mit dem Bau des an das Schloss angeschlossenen Jesuitenkollegiums begonnen.
Im Jahr 1733 wurde der Grundstein zur Mannheimer Jesuitenkirche gelegt, die als einer der bedeutendsten Kirchenbauten der Gegenreformation in Deutschland und eine der größten Barockkirchen Süddeutschlands gilt. Die Rekatholisierungspolitik seines Vorgängers setzte der ansonsten auf Toleranz bedachte Kurfürst aber nicht fort.
Im Jahr 1737 wurde das Opernhaus nach einem Plan von Alessandro Galli da Bibiena begonnen; es wurde 1742 eingeweiht.
Zunächst stand Karl Philipp wie sein Bruder und Vorgänger in einem erklärten Gegensatz zu den bayerischen Vettern mit Kurfürst Max Emanuel an der Spitze, da im Frieden von Rastatt und Baden die Pfälzer verpflichtet worden waren, an Bayern die Oberpfalz und die vierte Kurwürde mit dem Amt des Erztruchsessen zu restituieren und sich zunächst weigerten das zu tun. Mit der Wittelsbacher Hausunion von 1724 konnte der innerfamiliäre Streit insbesondere zwischen den in der Kurpfalz und Kurbayern regierenden Linien beigelegt werden. Darin eingeschlossen waren auch die geistlichen Wittelsbacher Fürsten. Im Rahmen der Wittelsbacher Hausunion kam es endlich zu einem Vergleich in der lange umstrittenen Vikariatsfrage, der vorsah, dass Bayern und die Pfalz künftig gemeinsam das rheinische Vikariat ausüben wollten. In einem am 24. Dezember 1733 in Mannheim geschlossenen Vergleich mit Kurfürst Karl Philipp erhielt dann die Birkenfelder Linie der Pfälzer Wittelsbacher mit Christian III. das Fürstentum Zweibrücken.
Karl Philipps Regierung stand dann seit etwa 1725 im Zeichen der jülich-bergischen Erbfrage, bei der Karl Philipp die wittelsbachische Erbfolge mit Hilfe des Kaisers gegen Brandenburg-Preußen durchsetzen konnte. Als sich Kaiser Karls VI. aber 1726 König Friedrich Wilhelm I. annäherte, schloss Karl Philipp ein Bündnis mit Frankreich, gegen das er bisher wegen eines Streites um verschiedene alte elsässische Rechtstitel der Pfälzer, gestanden hatte. Ebenso wie bei der Einigung mit Bayern war Karl Philipp auch gegenüber Frankreich dafür zu Kompromissen bereit. Der Vertrag bewährte sich dann 1734 im erneuten Polnischen Thronfolgekrieg, in dem Karl Philipp wohlwollend neutral gegenüber Frankreich war, das dafür seine Lande deshalb bewusst schonte. 1741 konnte dann durch Vertrag mit Preußen und Sachsen der jülich-bergische Erbstreit beendet werden. Dem König in Preußen Friedrich II. waren Verbündete im Kampf um Schlesien wichtiger geworden als die alten Ansprüche am Niederrhein.
Die 1697 an seinen Bruder Johann Wilhelm gefallene Grafschaft Megen in den Niederlanden verkaufte Karl Philipp 1728 an das Haus Schall von Bell, während er die Herrschaft Ravenstein behielt. 1740 holte der Kurfürst das lange Jahre verpfändete Amt Boxberg zurück.
Als nach dem überraschenden Tod seines Neffen Kaiser Karls VI. im Oktober 1740 die Kurfürsten Karl Albrecht von Bayern und Karl Philipp am 30. Oktober 1740 die Übernahme des Reichsvikariats bekanntgaben, protestierten die evangelischen Reichsstände. Der Wittelsbacher Hausvertrag von 1724 war weder vom Kaiser noch von den Reichsständen anerkannt worden. Erst als sich Karl Albrecht und Karl Philipp am 18. Januar 1741 mit dem sächsischen Kurfürsten Friedrich August II., der auf seine verbriefte Beteiligung am Reichsvikariat bestand, als ihren Konvikar einigten, konnten die Streitigkeiten beendet werden. Die Einigkeit der beiden Wittelsbacher Kurfürsten kommt durch Vikariatsmünzen mit der Darstellung ihrer beider Brustbilder zum Ausdruck.
Durch wechselseitige Erb- und Unionsverträge mit den anderen Regenten der Wittelsbacher versuchte Karl Philipp, die wittelsbachischen Gesamtlande weiter zu erhalten und zu stärken. Höhepunkt dieser Politik war am 17. Januar 1742 die Doppelhochzeit seiner Enkelin Elisabeth Auguste mit seinem designierten Nachfolger Karl Theodor von Pfalz-Sulzbach und ihrer Schwester Maria Anna mit Herzog Klemens von Bayern. Die Trauungen nahm der Erzbischof von Köln, Clemens August von Bayern, vor. Anwesend waren auch der bayerische Kurfürst und künftige Kaiser Karl VII. Albrecht von Bayern sowie Johann Theodor von Bayern, Fürstbischof von Regensburg und Freising. Kurz darauf unterstützte Karl Philipp die Kaiserwahl Karl Albrechts durch seine Kurstimme. Karl Philipp, der als enger Verwandter der Habsburger zu Beginn seiner Karriere ein wichtiger Verbündeter Wiens gewesen war, stand am Ende seines Lebens fest im antiösterreichischen Lager der bayerischen Wittelsbacher. Seine jüngste Enkelin Maria Franziska Dorothea sollte 1746 noch Friedrich Michael von Pfalz-Birkenfeld-Bischweiler-Rappoltstein heiraten; aus dieser Verbindung gingen dann die Könige von Bayern bis 1918 hervor.
Karl Philipp starb am 31. Dezember 1742 und wurde in allen seinen Landen wie von ihm gewünscht von Karl Theodor beerbt. Dieser stammte wie Karl Philipp ebenfalls von Philipp Ludwig von Pfalz-Neuburg ab und war daher der Nächste in der Erbfolge. Wegen seiner weitsichtigen Politik gilt Karl Philipp als der bedeutendste politische Kopf der Wittelsbacher in der ersten Hälfte des 18. Jahrhunderts.

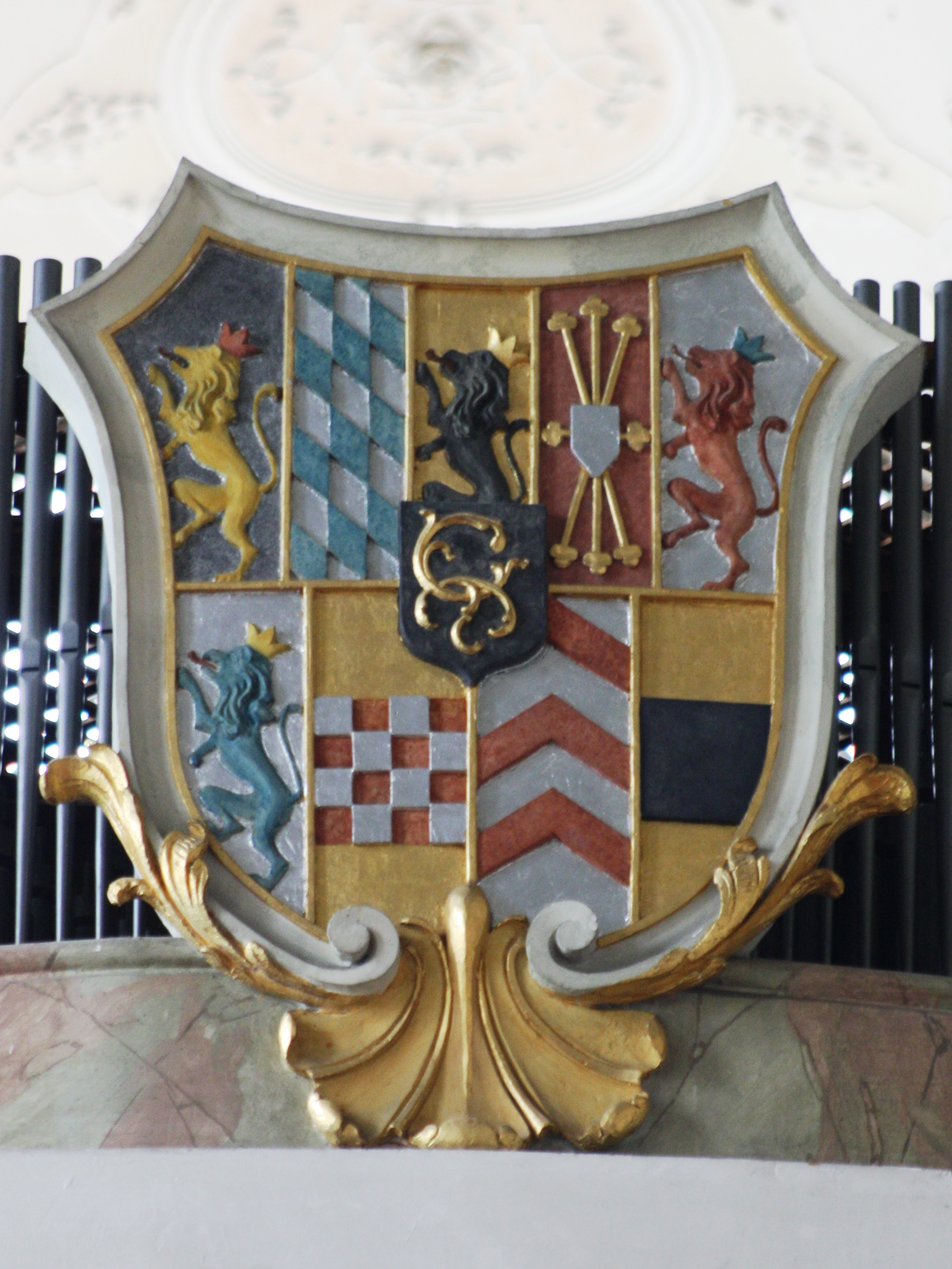
Wappen Karl Philipps in der Mannheimer Schlosskirche
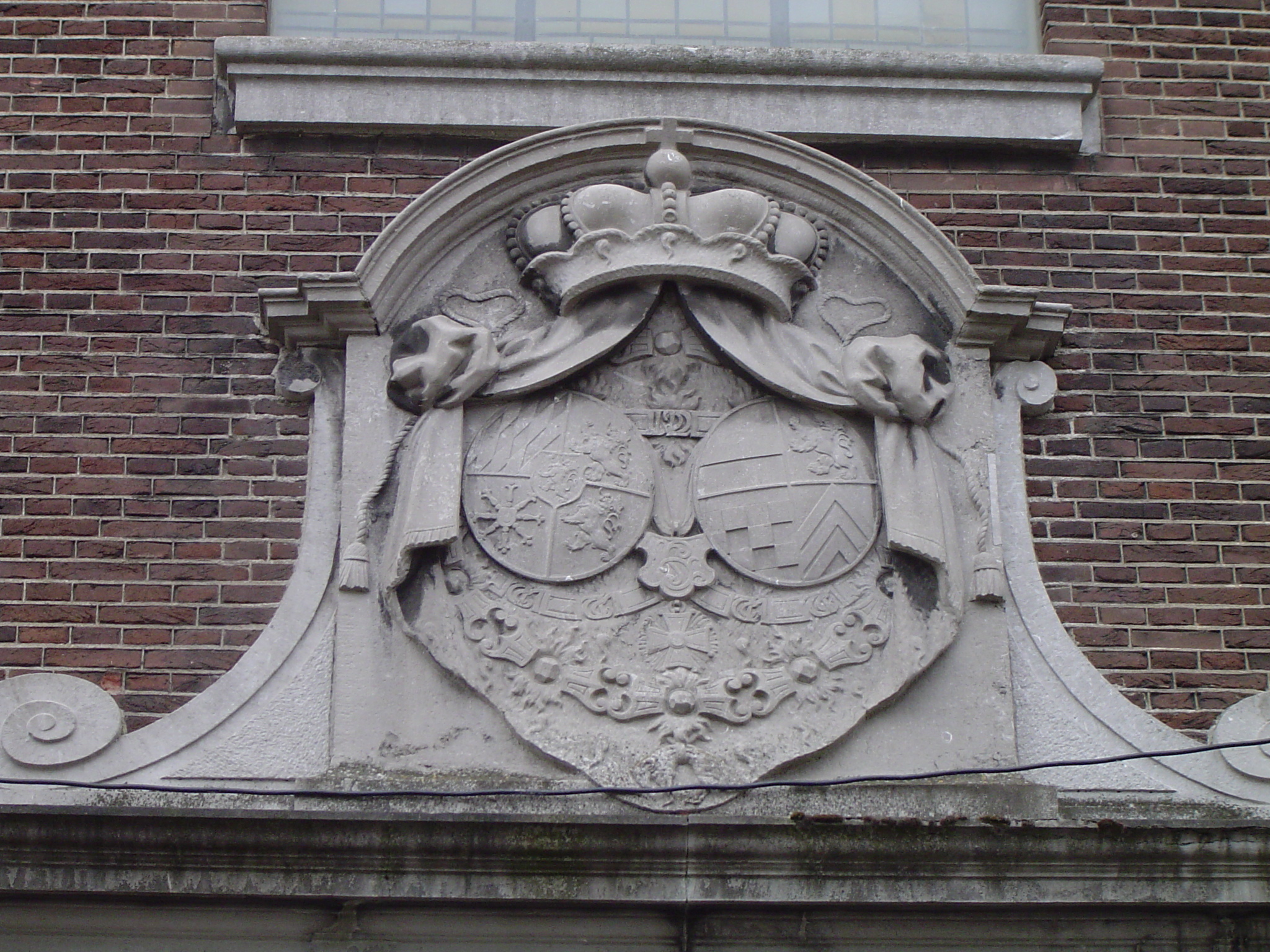
Wappen Karl Philipps über dem Eingang der Kirche St. Lucia in Ravenstein, Niederlande, erbaut 1735
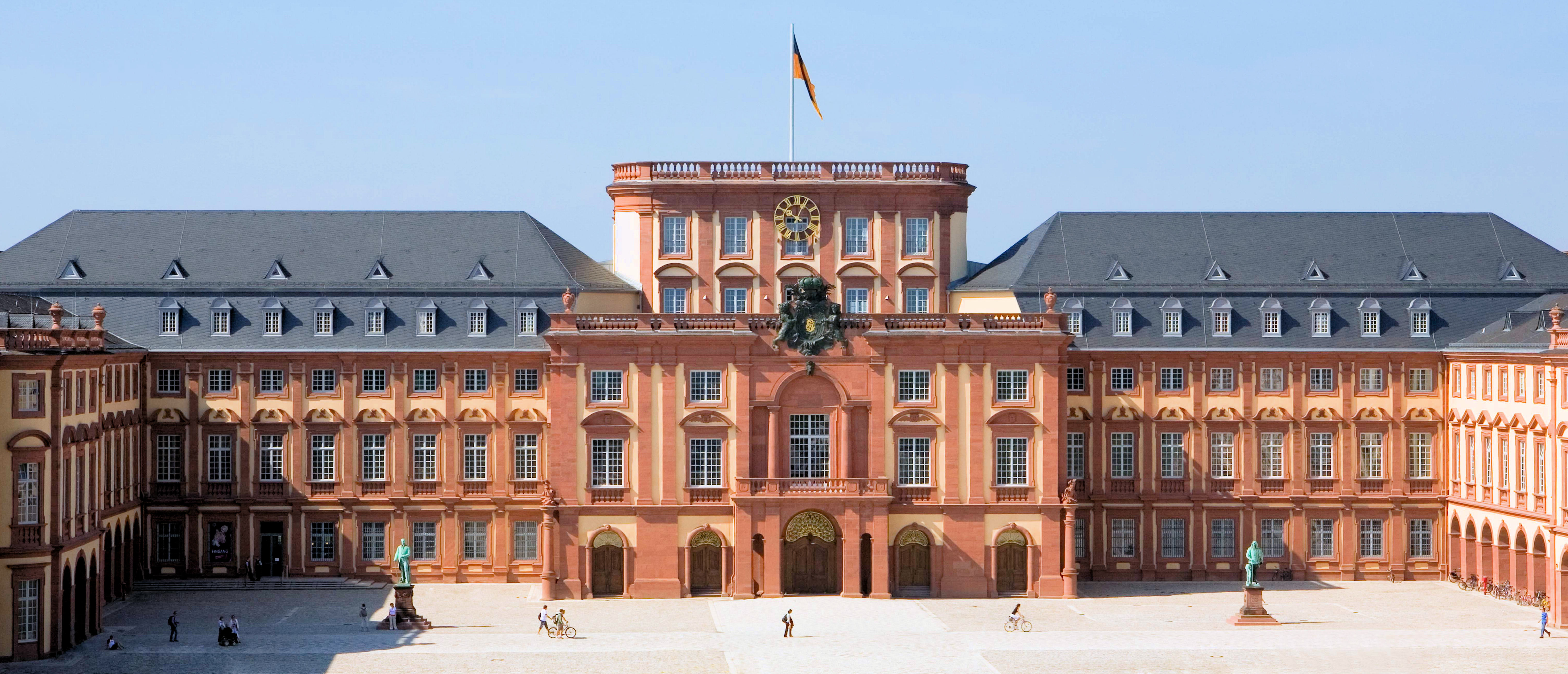
Mannheimer Schloss
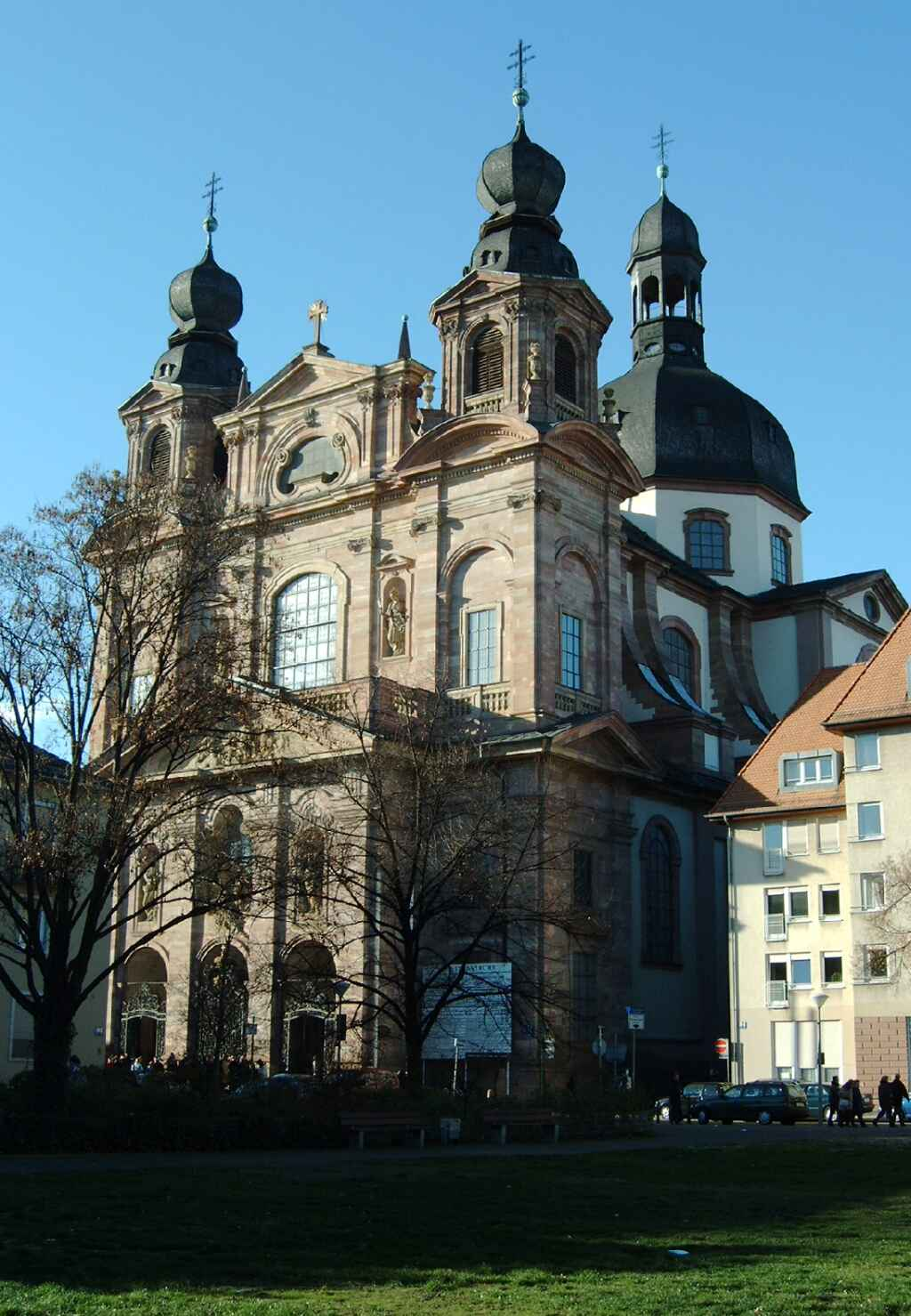
Mannheimer Jesuitenkirche
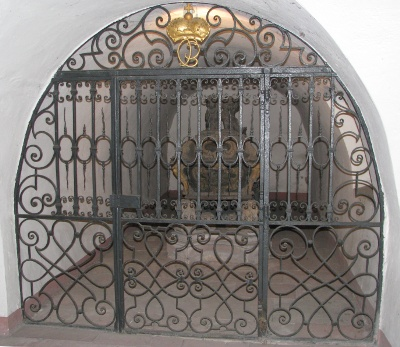
Gruft Karl Philipps in der Mannheimer Schlosskirche

## Nachkommen
Karl III. Philipp heiratete am 10. August 1688 in Berlin Prinzessin Luise Charlotte Radziwill (* 27. Februar 1667 in Königsberg; † 25. März 1695 in Brieg), Tochter von Fürst Bogusław Radziwiłł und Witwe des Markgrafen Ludwig von Brandenburg. Aus der Ehe gingen vier Kinder hervor:
- Leopoldine Eleonore Josephine (1689–1693)
- Maria Anna (1690–1692)
- Elisabeth Auguste Sophie (1693–1728) ⚭ Joseph Karl von Pfalz-Sulzbach (1694–1729)
- Sohn (*/† 1695)

In zweiter Ehe heiratete er am 15. Dezember 1701 in Krakau Prinzessin Theresa Katharina Lubomirska, Tochter des Fürsten Joseph Karl Lubomirski von Ostróg. Aus der Ehe gingen zwei Kinder hervor:
- Theophile Elisabeth Franziska (1703–1705)
- Anna Elisabeth Theophile (1709–1712)

Zuletzt war er ab 1729 morganatisch mit Gräfin Violante Maria Theresa von Thurn und Taxis (* 1. April 1683; † 2. November 1734 in Mannheim), Tochter von Graf Sebastian Franz von Thurn und Taxis zu Rohrenfels, verheiratet. Beide liegen in der Krypta der Schlosskirche begraben.
Mit ihm endete die Linie Pfalz-Neuburg der Wittelsbacher.

## Vorfahren
|  |                                                   |  |  |  |  |  |  |  |  |  |  |  |  |
|  | Philipp Ludwig (Pfalz-Neuburg) (1547–1614)        |  |  |  |  |  |  |  |  |  |  |  |  |
|  |                                                   |  |  |  |  |  |  |  |  |  |  |  |  |
|  |                                                   |  |  |  |  |  |  |  |  |  |  |  |  |
|  | Wolfgang Wilhelm (Pfalz-Neuburg) (1578–1653)      |  |  |  |  |  |  |  |  |  |  |  |  |
|  |                                                   |  |  |  |  |  |  |  |  |  |  |  |  |
|  |                                                   |  |  |  |  |  |  |  |  |  |  |  |  |
|  | Anna von Jülich-Kleve-Berg (1552–1632)            |  |  |  |  |  |  |  |  |  |  |  |  |
|  |                                                   |  |  |  |  |  |  |  |  |  |  |  |  |
|  |                                                   |  |  |  |  |  |  |  |  |  |  |  |  |
|  | Philipp Wilhelm (Pfalz) (1615–1690)               |  |  |  |  |  |  |  |  |  |  |  |  |
|  |                                                   |  |  |  |  |  |  |  |  |  |  |  |  |
|  |                                                   |  |  |  |  |  |  |  |  |  |  |  |  |
|  | Wilhelm V. (Bayern) (1548–1626)                   |  |  |  |  |  |  |  |  |  |  |  |  |
|  |                                                   |  |  |  |  |  |  |  |  |  |  |  |  |
|  |                                                   |  |  |  |  |  |  |  |  |  |  |  |  |
|  | Magdalene von Bayern (1587–1628)                  |  |  |  |  |  |  |  |  |  |  |  |  |
|  |                                                   |  |  |  |  |  |  |  |  |  |  |  |  |
|  |                                                   |  |  |  |  |  |  |  |  |  |  |  |  |
|  | Renata von Lothringen (1544–1602)                 |  |  |  |  |  |  |  |  |  |  |  |  |
|  |                                                   |  |  |  |  |  |  |  |  |  |  |  |  |
|  |                                                   |  |  |  |  |  |  |  |  |  |  |  |  |
|  | Karl III. Philipp Kurfürst von der Pfalz          |  |  |  |  |  |  |  |  |  |  |  |  |
|  |                                                   |  |  |  |  |  |  |  |  |  |  |  |  |
|  |                                                   |  |  |  |  |  |  |  |  |  |  |  |  |
|  | Ludwig V. (Hessen-Darmstadt) (1577–1626)          |  |  |  |  |  |  |  |  |  |  |  |  |
|  |                                                   |  |  |  |  |  |  |  |  |  |  |  |  |
|  |                                                   |  |  |  |  |  |  |  |  |  |  |  |  |
|  | Georg II. (Hessen-Darmstadt) (1605–1661)          |  |  |  |  |  |  |  |  |  |  |  |  |
|  |                                                   |  |  |  |  |  |  |  |  |  |  |  |  |
|  |                                                   |  |  |  |  |  |  |  |  |  |  |  |  |
|  | Magdalena von Brandenburg (1582–1616)             |  |  |  |  |  |  |  |  |  |  |  |  |
|  |                                                   |  |  |  |  |  |  |  |  |  |  |  |  |
|  |                                                   |  |  |  |  |  |  |  |  |  |  |  |  |
|  | Elisabeth Amalia von Hessen-Darmstadt (1635–1709) |  |  |  |  |  |  |  |  |  |  |  |  |
|  |                                                   |  |  |  |  |  |  |  |  |  |  |  |  |
|  |                                                   |  |  |  |  |  |  |  |  |  |  |  |  |
|  | Johann Georg I. (Sachsen) (1585–1656)             |  |  |  |  |  |  |  |  |  |  |  |  |
|  |                                                   |  |  |  |  |  |  |  |  |  |  |  |  |
|  |                                                   |  |  |  |  |  |  |  |  |  |  |  |  |
|  | Sophie Eleonore von Sachsen (1609–1671)           |  |  |  |  |  |  |  |  |  |  |  |  |
|  |                                                   |  |  |  |  |  |  |  |  |  |  |  |  |
|  |                                                   |  |  |  |  |  |  |  |  |  |  |  |  |
|  | Magdalena Sibylle von Preußen (1586–1659)         |  |  |  |  |  |  |  |  |  |  |  |  |
|  |                                                   |  |  |  |  |  |  |  |  |  |  |  |  |
|  |                                                   |  |  |  |  |  |  |  |  |  |  |  |  |

## Würdigungen
Nach Karl III. Philipp ist die 1729 von ihm errichtete Saline Karlshalle in Bad Kreuznach benannt.